# Bright (Indiana)
Bright é uma Região censo-designada localizada no estado americano de Indiana, no Condado de Dearborn.

## Demografia
Segundo o censo americano de 2000, a sua população era de 5405 habitantes.

## Geografia
De acordo com o United States Census Bureau tem uma área de 
37,1 km², dos quais 37,1 km² cobertos por terra e 0,0 km² cobertos por água.

## Localidades na vizinhança
O diagrama seguinte representa as localidades num raio de 12 km ao redor de Bright. 